# Лингис, Юозас Йонович
Юозас Йонович Ли́нгис (лит. Juozas Lingys; 1 января 1919, Гилишкяй, Шакяйское районное самоуправление — 16 декабря 1984, Вильнюс) — советский литовский танцовщик (артист балета), балетмейстер, хореограф, фольклорист, балетный педагог. Народный артист СССР (1970). Лауреат Государственной премии СССР (1970) и Сталинской премии третьей степени (1950). Основоположник литовской современной хореографии.

## Биография
Юозас Лингис родился 1 января 1919 года в деревне Гилишкяй (ныне Шакяйского района, Мариямпольский уезд, Литва).
В 1938—1940 годах изучал французскую филологию в Университете Витовта Великого (Каунас), в 1940—1943 годах — литовскую филологию в Вильнюсском университете. В 1973 году окончил музыкальный факультет Шяуляйского педагогического института в Клайпеде.
В 1941—1943 и 1945—1949 годах — артист балета Государственного ансамбля песни и танца Литовской ССР, впоследствии носивший название «Летува», с 1946 по 1982 — его балетмейстер.
Создал около 200 сценических композиций народных танцев, хореографических образов, в том числе «Lenciūgėlis» (1943), «Malūnėlis» (1944), «Sadutė» (1946), «Jievaro tiltas», «Džigūnas», «Blezdingėlė» (все 1947), «Gaidys» (1948), «Greitpolkė» (1965), «Kupolinis», «Rusnietis» (ове 1968), «Šventinė polka» (1973).
Собиратель литовского танцевального фольклора, занимался его изучением и сценическим воплощением.
Вместе с ансамблем гастролировал по городам СССР, в ГДР, ПНР, СРР, ЧССР, Бельгии, Финляндии, странах Латинской Америки и др.
В 1950—1980 годах — главный балетмейстер и художественный руководитель дней танца Литовских праздников песни и танца.
Занимался преподавательской деятельностью в Национальной школе искусства им. М. К. Чюрлёниса (Вильнюс) (1952—1953), в Вильнюсском техникуме культуры и образования (1958—1963), на факультете Литовской академии музыки и театра в Клайпеде (1967—1980). С 1967 года вёл научную и педагогическую работу на хореографическом отделении культурно-просветительского факультета Вильнюсского педагогического университета (ныне Литовский университет образовательных наук).
Выпустил 20 книг о народных танцах Литвы.
Юозас Лингис умер 16 декабря 1984 года в Вильнюсе. Похоронен на Антакальнисском кладбище.

## Награды и звания
- Заслуженный деятель искусств Литовской ССР (1954)
- Народный артист Литовской ССР (1960)
- Народный артист СССР (1970)
- Сталинская премия третьей степени (1950) — за концертно-исполнительскую деятельность в качестве балетмейстера ГАПТ Литовской ССР «Летува»
- Государственная премия СССР (1970) — за концертные программы «Ветер веков» и «Праздничные вечера» в ГАПТ Литовской ССР «Летува»
- Государственная премия Литовской ССР (1965)
- Орден Трудового Красного Знамени (1954)
- Орден Дружбы народов (1979)
- Орден «Знак Почёта»